# Raymond Berthet
Pour les articles homonymes, voir Berthet.

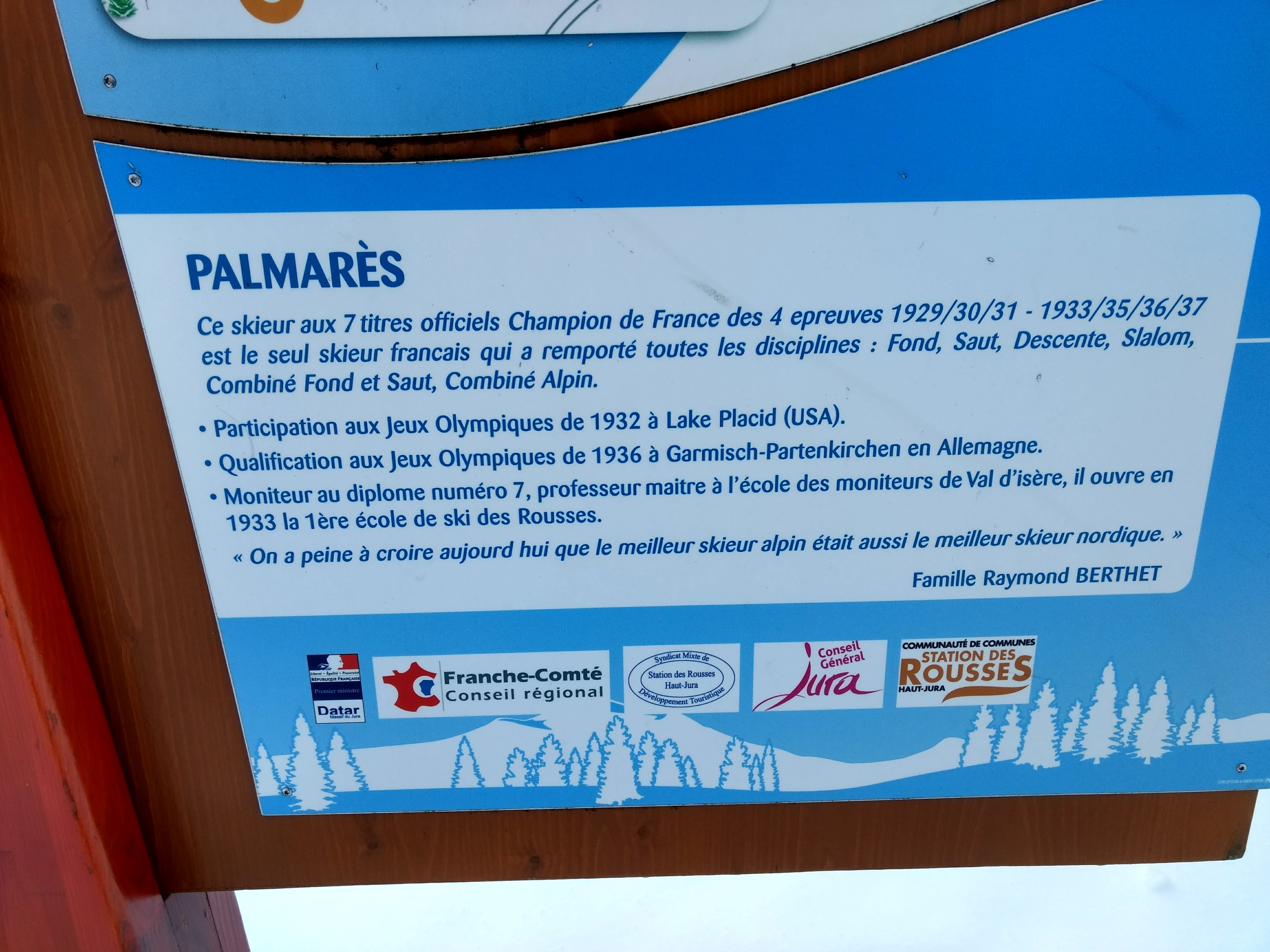
Palmarès

Raymond Berthet, né le 27 août 1909 aux Rousses et mort le 8 mars 1979 à Dole, est un fondeur et coureur du combiné nordique français. Il est le frère de Georges Berthet.
Il termine 36e de l'épreuve de 18 km des Jeux olympiques d'hiver de 1932 à Lake Placid.
Il est à plusieurs reprises champion de France de ski dans les années 1930, et même champion de Suisse en 1931.

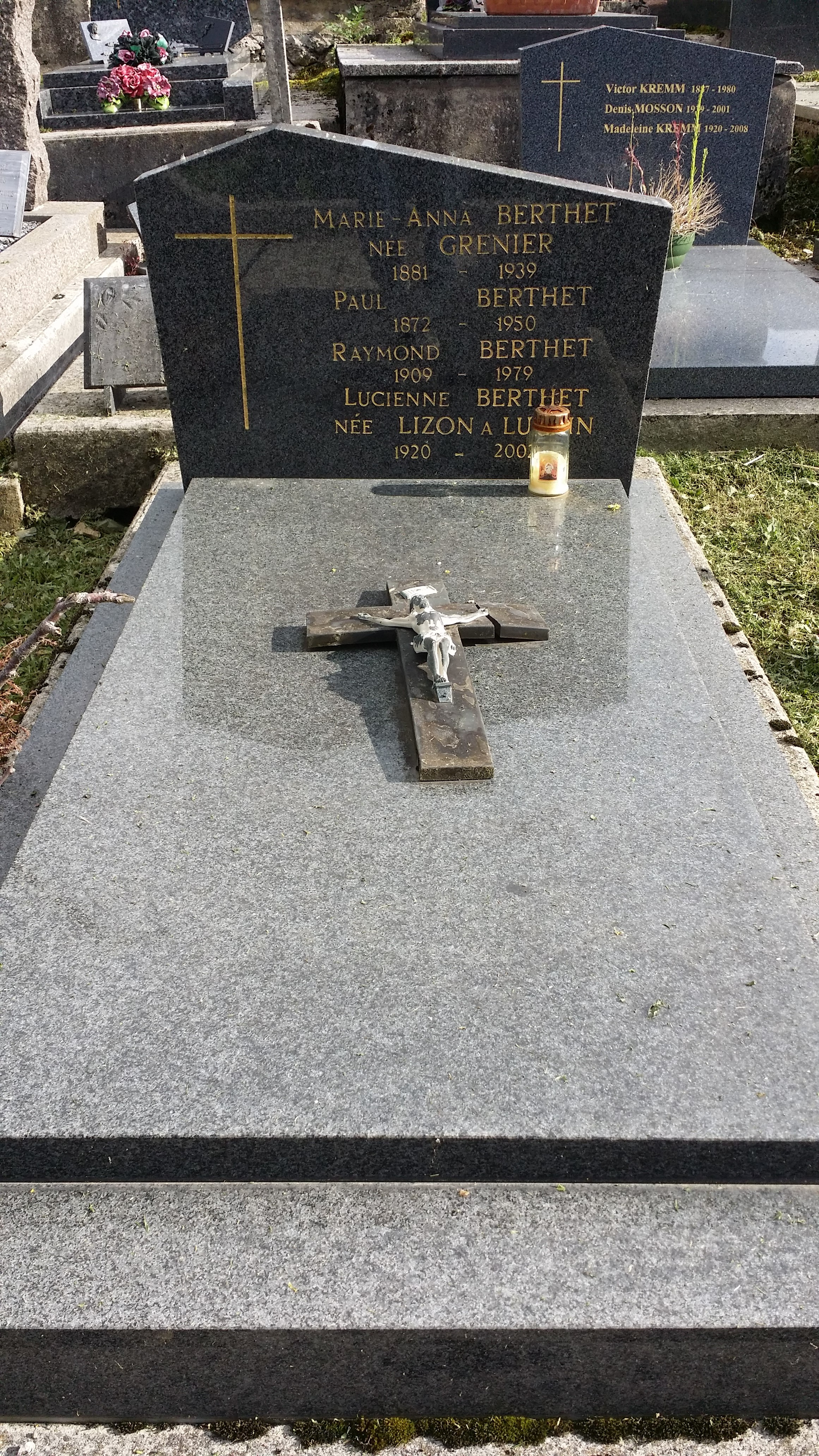
Tombe de Raymond Berthet dans le cimetière des Rousses.

Il est le seul Français engagé dans l'épreuve de combiné nordique aux championnats du monde de ski nordique 1937; il abandonne dans le 18 km et ne participe donc pas au saut.

## Résultats
Il a remporté le Championnat de France des 4 épreuves 1929, 1930, 1931, 1933, 1935, 1936 et 1937. Il est le seul skieur français qui a remporté toutes les disciplines :  Fond, Saut, Descente,Combiné Fond et Saut, Combiné Alpin et slalom.
Il termine 36e de l'épreuve de 18 km des Jeux olympiques d'hiver de 1932 à Lake Placid.
- Qualification aux Jeux Olympiques de 1936 à Garmisch-Partenkirchen en Allemagne.

- Moniteur au diplôme numéro 7, professeur-maître à l'école des moniteurs de Val d’Isère, il ouvre en 1933 la 1ère école de ski des Rousses.